# Søndersø, Nordfyns kommun
Søndersø är en tätort i Nordfyns kommun i Region Syddanmark i Danmark. Tätorten har 3 336 invånare (2024). Den ligger på Fyn, cirka 13,5 kilometer sydost om Bogense. Søndersø var centralort i Søndersø kommun fram till kommunreformen 2007.